# Pavao Kolarić
Pavao Kolarić (Veliko Trojstvo kraj Bjelovara, 25. siječnja 1837. ‒ Rim, 22. ožujka 1862.), hrvatski katolički svećenik, isusovac.
Rođen je i kršten u Velikom Trojstvu. Školovao se na Nadbiskupskom sjemeništu u Zagrebu. Bio je perspektivan pa ga je tadašnji zagrebački nadbiskup Juraj Haulik poslao na studij Germanicum u Rim, gdje je studirao filozofiju. Tijekom pet godina na studiju u Rimu, isticao se uzornim i krjeposnim životom. U 25. godini života bolovao je od tuberkuloze, od koje je i umro. Prije smrti, uz posebno dopuštenje pape Pija IX. i Generala Družbe Isusove, položio je zavjete i postao isusovac. Pokopan je u Rimu u crkvi San Macuto. Godinu dana nakon smrti izišao je njegov životopis na talijanskomu, pa na njemačkomu jeziku tri godine kasnije. Sluga Božji Petar Barbarić preveo je njegov životopis na hrvatski jezik i smatrao je Pavla Kolarića svojim uzorom. Umro na glasu svetosti.
Na 161. godinu preminuća, u rodnom Velikom Trojstvu predstavljena je knjiga „Pavao Kolarić – velikan na glasu svetosti“ autora  p. Božidara Nagya, DI i prof. Petra Uškovića Croate.